# 沙乌耶
沙乌耶（法語：Chaouilley，法語發音：[ʃaujɛ]）是法国默尔特-摩泽尔省的一个市镇，属于南锡区。

## 地理
沙乌耶（48°26'21"N, 6°4'5"E）面积5.12 平方千米，位于法国大東部大區默尔特-摩泽尔省，该省份为法国东北部内陆省份，是洛林的一部分，北邻比利时、卢森堡，北起顺时针与摩泽尔省、下莱茵省、孚日省和默兹省接壤。
与沙乌耶接壤的市镇（或旧市镇、城区）包括：埃特勒瓦勒、福尔塞勒圣戈尔贡、普赖、萨克松雄、托雷-利奥泰、沃代蒙、弗龙库尔。

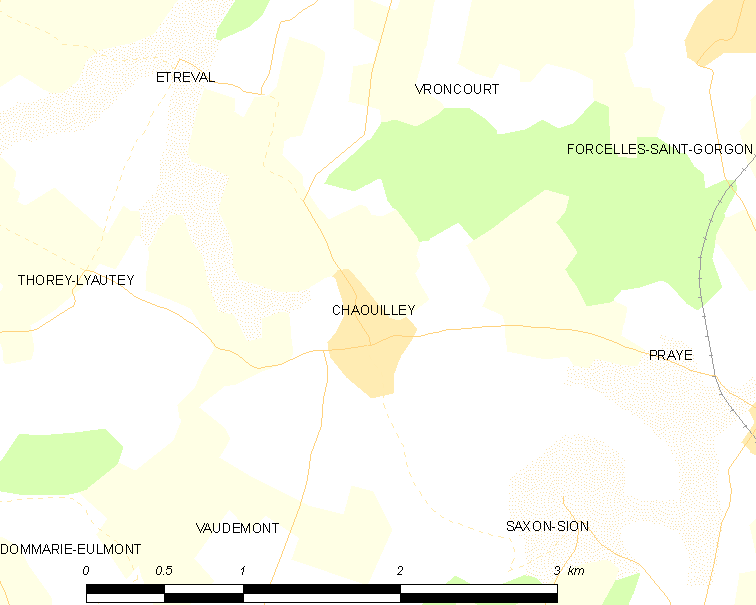
沙乌耶的OSM定位图

沙乌耶的时区为UTC+01:00、UTC+02:00（夏令时）。

## 行政
沙乌耶的邮政编码为54330，INSEE市镇编码为54117。

## 政治
沙乌耶所属的省级选区为梅讷欧桑图瓦县。

## 人口

1962-2008年间沙乌耶人口变化图示

沙乌耶于2022年1月1日时的人口数量为113人。